# Marcel Labey
Marcel Labey (Le Vésinet, 6 de agosto de 1875 - Nancy, 25 de noviembre de 1968) fue un director de orquesta, pianista y compositor francés.
Nació en una familia de magistrados y estudió derecho en París (obteniendo su doctorado en 1898) antes de recurrir a la música. Aprendió piano con Eraïm Miriam Delaborde y Lodovico Louis Breitner, y armonía con René Lenormand. Conoció a Vincent de Indy que le hizo seguir sus cursos en la Schola Cantorum de París. Desde 1904 fue secretario de la Société National de Musique, cargo en el que permaneció casi 50 años. De 1903 a 1913 tuvo una cátedra de piano en la Schola Cantorum, de la que fue director desde 1931. La Primera Guerra Mundial interrumpió sus estudios y carrera musical y fue herido dos veces. Además dirigió la Escuela César Franck desde su fundación 1935 hasta 1942.